# Valka (novads)
Valka (łot.: Valkas novads) – jeden z łotewskich novadsów, funkcjonujący od 2009.
W skład novadsu wchodzą: 
- miasto: Valka
- pagastsy: Ērģeme, Kārķi, Valka, Vijciems, Zvārtava

## Historia
Novads powstało na terenach należących przed 2009 do rejonu Valka.
Podczas reformy administracyjnej w 2021 terytorium novadsu nie uległo zmianie.